# Gärds tingslag
Gärds tingslag var mellan 1682 och 1891 ett tingslag i Kristianstads län i Gärds och Albo häraders domsaga (från 1861). Tingsplats var Tings Nöbbelöv.
Tingslaget bildades 1682 och omfattade Gärds härad. Tingslaget uppgick 1 januari 1892 i Gärds och Albo domsagas tingslag.